# Бахрам V
Бахрам (Варахран) V Гур — царь царей (шахиншах) Ирана, правил в 420/421 — 440 годах. Из династии Сасанидов. Сын Йездигерда I и Шошандухт, дочери еврейского эксиларха.

## Борьба за престол
Второй сын Йездигерда I — Бахрам — с детства воспитывался при дворе арабских царьков Хиры — Нумана I, а затем Мунзира I. Официальная традиция объясняет это целительным воздухом Хиры, но вероятнее, что жизнь царевича при дворе арабского царька была просто почётной ссылкой. Хира, расположенная на нижнем течении Евфрата, была столицей арабов-Лахмидов, союзных, а впоследствии подчинённых Ирану царей. Здесь будущий шах получил прекрасное для того времени образование: его не только обучали верховой езде, охоте и военному делу, но и преподавали ему философию и стихосложение. В охоте на диких ослов Бахрам достиг такого искусства, что получил за это своё прозвище Гур («Гур» по-персидски — онагр). 
По смерти Йездигерда I царство персов охватила смута. Знать, недовольная его правлением, пыталась отстранить от власти всех его сыновей из боязни, что те будут продолжать политику отца. Царём был объявлен представитель боковой линии династии Сасанидов — Хосров. Старший сын Йездигерда — Шапур, бывший правителем сасанидской части Армении, поспешил в столицу, чтобы предъявить свои права на престол, но был убит знатью.
Узнав о смерти отца и брата, Бахрам с арабским войском, руководимым сыном Мунзира I — Нуманом, выступил против знати. Однако, вступив в Ктесифон, Бахрам не стал казнить соперника, которому уже успела присягнуть часть знати. По Фирдоуси, для новых выборов шаха был созван совет. Выбирали сначала из тридцати кандидатов на роль царя, в конце концов осталось двое — Бахрам и Хосров. Туда же были доставлены члены знатных родов, жестоко изувеченные в царствование его отца, и, при виде их, мнение членов совета склонилось не в пользу Бахрама. Его не желали избрать царём лишь потому, что он был сыном Йездигерда I. По легенде, Бахрам предложил истинно царский способ решить вопрос о власти — кулах (персидский царский венец) положили между двумя львами и оба претендента должны были попытаться его забрать. Хосров, будучи весьма преклонных лет, отказался, а Бахрам убил обоих львов палицей, взял корону и стал шахом. Первым делом новый государь продемонстрировал свою добрую волю, простив должникам недоимки казне (предание говорит о 70 миллионах серебряных монет, то есть о 280 т серебра) и богато одарив своего соперника Хосрова.
Два интересных хронологических указания содержатся в Шах-намэ. Одно из них мы находим в пересказе письма Варахрана V к «царю Индии» Шангалу. Согласно тексту поэмы, сасанидский дворцовый писец, перечисляя эпитеты Варахрана, отметил, что он принял царскую корону от Ездигерда в день ард месяца хордад. Этот день должен соответствовать 5 ноября 420 года. Хотя текст содержит изрядную долю художественного вымысла Фирдоуси, дата вполне может быть правильной. Если принимать её, события должны были развиваться так: Ездигерд I скончался 5 ноября 420 года. в своей зимней столице Ктесифоне, но сановники скрыли это и стали обсуждать кандидатуру преемника. В январе 421 года они сделали выбор в пользу Хосрова, и тогда же было объявлено о смерти царя. Именно эта дата считалась официальным окончанием правления Ездигерда; иначе невозможно объяснить, почему в выписках Сергия ему отводится двадцать один год царствования.
Другое указание обнаруживается в рассказе о борьбе Варахрана со сторонниками Хосрова. Фирдоуси пишет, что знать приветствовала Варахрана как победителя и царя в день срош месяца адар. Эта дата соответствует 26 апреля 421 года. Она не противоречит историческому контексту: можно представить себе, что поход Варахрана с арабским войском на Ктесифон и переговоры продлились около трёх месяцев, с января по апрель 421 года. В любом случае это противостояние, несомненно, заняло некоторое время, однако доподлинно известно, что летом 421 года, когда началась война против Восточной Римской империи, Варахран V уже стоял у власти.

## Возвышение Михр-Нарсе и религиозная политика
Царствование Бахрама показало, что знати нечего было опасаться сына Йездигерда I. Царевич, смелым рейдом захвативший столицу и престол, оказался удобным для знати царём. Бахрам V почти не занимался делами, отдавшись развлечениям и удовольствиям. Он был смелый охотник, утончённый любовник и большой любитель пиров. Вся власть сосредоточилась в руках у крупной земельной аристократии, диктовавшей царю свою волю. Фактически руководителем государства стал представитель знатного рода Спендиат — Михр-Нарсе, получивший ещё при Йездигерде должность вазург-фраматара (верховного визиря). Источники, восходящие к сасанидской официальной традиции, изображают Михр-Нарсе как ревнителя зороастрийской веры, строителя храмов, владетеля обширных земель в области Парс. Михр-Нарсе сумел скопить сказочные богатства и обеспечить достойные посты своим детям. Один его сын стал хербедан хербедом (главой жреческого сословия), второй — вастриошан саларом (главой земледельцев), третий — артештаран саларом (главой сословия воинов). Армянские источники дают отрицательную характеристику Михр-Нарсе, особенно подчёркивая его враждебность к христианству.
В соответствии с новым курсом политики христиане Ирана стали подвергаться жестоким преследованиям, причём по воле не столько царя, сколько знати и высшего зороастрийского духовенства. Согласно тексту мученичества Пероза, развернувшиеся в начале правления Бахрама гонения на христиан прямо объясняются тем, что «… он (Бахрам V) должен был отблагодарить нечистых магов и языческих вельмож, бывших в его землях, ибо они возложили тиару на него, [избрав его из] всех его братьев». По словам Сократа Схоластика, Варахран V, принял царскую власть и начал гонения на христиан, поддавшись уговорам «магов». Правда, в более позднем произведении Мари Ибн Сулаймана именно Варахран приказал главнокомандующему преследовать христиан. Эти гонения, однако, продлились сравнительно недолго (согласно мученичеству Пероза — пять лет). Те мученичества, даты которых мы можем определить, относятся к самым первым годам правления Варахрана. 
В результате этих преследований епископы христианской церкви в Иране созвали в 424 году собор, на котором было объявлено об отделении иранских христиан от Византии. Таким образом, вся политика Йездигерда I была сведена на нет. Вскоре разгорелась война между Ираном и Византией — естественный результат политической линии знати во главе с Михр-Нарсе.

## Взаимоотношения с Византией
Как указывает Сократ Схоластик, Бахрам V, «побуждаемый волхвами» (то есть магами-зороастрийцами) начал притеснять христиан, подвергая их различным казням и пыткам, и многие из них бежали в Византию. Отказ византийских властей выдать беглецов, грабежи, которым подвергались караваны византийских купцов, удерживание персами золотокопателей, нанятых в римских владениях — всё это послужило поводом для военного конфликта. Война началась летом 421 года. Ромейское воско под командованием магистра Ардавура вторглось и разорило Арзанену, а затем нанесло поражение силам Сасанидов, которыми командовал Михр-Нарсе. В следующем году боевые действия возобновились. Михр-Нарсе с войском подошёл к Нисибину, однако вновь потерпел поражение от Ардавура. Сасанидские войска были заперты в городе. Вслед за этим на войну выступил сам Бахрам V. Так, по рассказу Мовсеса Хоренаци, персы во главе с Бахрамом месяц осаждали Феодосиополь, однако и ему не удалось добиться успеха. Поход союзника Бахрама, лахмидского царя аль-Мунзира I, командовавшего войском лахмидских арабов, вверх по течению Евфрата закончился, несмотря на планы захватить Сирию, провалом. В ополчениях ал-Мунзира, набранных из арабских племён, не было военной дисциплины. При известии о приближении противника арабы начали беспорядочно отступать, и многие из них утонули в Евфрате. Однако воины элитного подразделения «бессмертных», состоявшего, судя по всему, из азадов, настояли на том, чтобы Бахрам позволил им вступить в бой, но также потерпели поражение. Война складывалась в пользу византийцев, однако вторжение гуннов во Фракию в 422 году вынудило Византию заключить мир с Персией на менее выгодных условиях, чем предполагалось ранее. Условия договора были в основном продиктованы ромеями, однако ни одна из сторон не получила территориальных приобретений. Напротив, обе державы обязались воздерживаться от строительства крепостей в приграничных районах. Это логичнее всего рассматривать как подтверждение прежних границ. Между тем, договорённости о совместном обеспечении обороны горных проходов оставались в силе. Из хроники Иисуса Столпника мы узнаём, что речь шла не только о строительстве крепости, но и о совместных расходах на её поддержание в боевой готовности и о взаимной военной помощи вообще: 

«У ромеев был с персами договор о том, что, если они будут нуждаться друг в друге, когда у них будет война с каким-либо из народов, то станут помогать друг другу. Они брались предоставлять три сотни воинов с оружием и конями или по триста статеров за каждого человека. И [каждая сторона] брала то, что ей было нужно, по мере её потребности. Ромеи, которым помогал Господь Бог, к помощи персов не прибегали. […] Цари персов же слали послов и получали столько золота, сколько им было нужно. Но получали они [это] не в качестве дани, как думали многие».
Византийская империя также потребовала разрешить иранским христианам беспрепятственно исповедовать свою веру, гарантировав то же самое в отношении зороастрийцев, живших в Византии. Однако христианам это условие было выгоднее, ибо количество зороастрийцев в Византии было ничтожным, в отличие от числа христиан в Иране.

## События в Армении
В 429 году была ликвидирована царская власть в Персармении. Отныне страну возглавлял назначаемый царём чиновник-марзпан (перс либо армянин), живший сперва в Арташате, а со второй половины V века — в Двине. Марзпаны не имели владетельных прав и назначались временно. Территория марзпанской Армении стала меньше исходной царской, так как ряд земель были административно отнесены к сопредельным с марзпанством персидским областям.

## Оборона восточных границ
При Бахраме V Сасанидский Иран столкнулся с проблемой обороны восточных рубежей от племён, с которыми, случалось, конфликтовал и ранее, но никогда не воевал масштабно. Речь идёт о хионитах, кидаритах и эфталитах. Хиониты происходили из степей Приаралья и были Ирану хорошо известны со времён Шапура II. Держава эфталитов же, возникнув в конце IV века на территории Бактрии, распространилась через несколько десятилетий на куда большую территорию, включая Среднюю Азию, восточный Афганистан, северно-западную Индию. По одной из принятых точек зрения, эфталитами называли хионитов, по распространённому имени их правителей — Эфтал. Поздние источники начинают смешивать эфталитов с кидаритами (знакомым китайским хронистам как юэчжи), ещё одним могущественным народом Востока, в начале V века обосновавшемся вокруг Каршинского оазиса. Как отмечается, источники не приводят чётких различий между кидаритами, хионитами и эфталитами, что, возможно, отражает действительное смешение народов и правителей. Выяснению истины мешает традиция средневековых историков именовать любые восточные племена «гуннами» (византийские источники) или «тюрками» (арабо-персидские источники), особо не разбираясь в тонкостях. Поэтому сейчас сложно понять, против кого именно были направлены походы Бахрама V в Средней Азии и Прикаспии. Известно лишь, что шакиншаху пришлось, оставив в Ктесифоне вместо себя своего брата Нарсе, через Адурбадаган, Табаристан, Гурган, — дойти до окрестностей Мерва, где хозяйничали вторгшиеся в Иран «тюрки».
Одним из свершений Бахрама V Гора восточные источники называют отражение нападения «тюрков», которых царь, выступив с небольшим отрядом, разбил внезапным ночным ударом. Местом этого сражения часто называется район Мерва Известия восточных авторов сходятся в том, что «тюрки» пришли к Мерву не с юга, из Афганистана, а востока. Согласно аль-Масуди, правитель «тюрков» предпринял поход на владения Сасанидов, завоевав прежде Согдиану. Фирдоуси утверждает, что нападение на Иран предпринял правитель Китая, а затем сообщает, что после победы над ним воины Бахрама перебили китайцев в Мерве. Ад-Динавари повествует, что Бахрам, разгромив «тюрков» у Мерва, преследовал их до Амуля на  Амударье (Джейхуне). О том, что Бахрам после победы над «тюрками» подошёл к Амударье, говорят и другие авторы. Эти известия практически исключают возможность того, что нападавшими были кидариты: последние, вероятнее всего, отступали бы от Мерва на юг, по пути на Балх, описанному у Ибн Хордадбеха. Вместе с тем, сказать, кем были нападавшие, мы не в силах; можно лишь предполагать, что Бахрам столкнулся с теми же хионитами или с каким-то народом, который был подчинён жужаням и, уступив в междоусобице, попытался уйти на новые места.
Двигаясь вслед за противником, Бахрам переправился через Амударью и вступил в пески поблизости от Фараба. Разгромив оставшихся «тюрков», царь принял их капитуляцию, а затем вернулся в Фараб. Здесь, согласно Фирдоуси, Варахран принял «вельмож из Китая», которых, видимо, следует отождествить с упоминаемыми у ат-Табари послами «тюрков» из земель, сопредельных стране тех, кто напал на Иран. Поскольку через несколько десятилетий Средней Азией правили эфталиты, можно предполагать, что послы прибыли к Бахраму именно от них. Итогом переговоров стало установление границы. Предположительно разделительным барьером был Фараб, который оставался пограничным пунктом и в исламское время; согласно Ибн Хордадбеху, там стояли гарнизоны мусульман и тюрков-карлуков. С персидской стороны границу должен был охранять марзбан, тождественный, видимо, с назначенным Варахраном правителем Туранской земли, о котором говорит Фирдоуси. Очевидно, новая граница по Амударье была призвана стать рубежом, каким на северо-западе был Евфрат, а на юго-западе ‒ Тигр. Где-то там, по преданию, шах воздвиг башню, обозначавшую конец владений Ирана. В Шах-намэ это описывается следующим образом:
Он (Варахран V) поставил пограничный столб из камня и извести,

Чтобы в Иран никому из тюрков и халаджей

Не было прохода иначе как по велению шаха,

И Джейхун (Амударья) всякий раз находился посередине пути
Другие известия о положении дел на востоке в правление Бахрама V отрывочны и дают понятие лишь о протяжённости владений Сасанидов. Ат-Табари сообщает, что вслед за установлением границы Бахрам направил в Мавераннахр полководца, который подчинил «тюрков». По переводу Балами, однако, это произошло ранее, до установления границы. При этом ни один источник не говорит о подчинении Сасанидам Бухары, лежавшей прямо на пути персов, или других городов Средней Азии. По-видимому, ат-Табари и Балами говорят на деле об упрочении власти Сасанидов в районе Фараба и возможно, подчинении каких-то окрестных районов. Южнее Бахрам основал Мерверруд, который должен был стать опорным пунктом на упомянутом выше пути из Мерва в Балх. Ат-Табари в одном месте сообщает, что Бахрам назначил своего брата Нарсе наместником Хорасана и приказал ему направиться к Балху и воссесть там. Затем, пересказывая сообщение, восходящее к другой традиции, ат-Табари описывает данный эпизод несколько по-другому: Бахрам назначил Нарсе наместником Хорасана и посадил его в Балхе. Но ни один источник не говорит о подчинении Балха при Бахраме V; известно, что в последующие десятилетия город принадлежал кидаритам. Видимо, сведения ат-Табари следует интерпретировать в том смысле, что Бахрам назначил Нарсе наместником Хорасана и приказал ему завоевать Балх и сделать его своей резиденцией, но продвижение к столице кидаритов не привело к желаемым результатам. Вместе с тем, мы можем предполагать, что Бахрам, создав опорный пункт в Мерверруде, продолжил затем наступление на восток, в сторону Балха. В северной части восточных рубежей Нарсе ‒ видимо, как наместник Хорасана ‒ основал город, который в трактате «Города Ирана» носит имя Хорезм. У восточных географов Хорезм обычно предстаёт как область; о городе с таким названием говорит только ал-Истахри, который помещает его в одном переходе от Хивы и в трёх от Ургенча. Очевидно, таким образом укреплялась граница по Амударье на её северном участке.
В память об этой победе шахиншах отменил подати на три года.

## Взаимоотношения с Индией
О взаимоотношениях Бахрама V с Индией мы располагаем лишь легендарными рассказами. В ряде источников встречается известие о том, как Бахрам V Гор инкогнито ездил в Индию. По наиболее распространённой в источниках версии Бахрам, находясь при дворе индийского правителя, совершил ряд подвигов и помог отразить нападение врагов. В благодарность за это правитель женил Бахрама на своей дочери, дав в приданое Мукран и город Дайбул со всеми податными поступлениями. Достоверность этих рассказов не может не вызвать сомнений, так как и Мукран, и расположенный к западу от Инда Дайбул и без того должны были принадлежать Сасанидам. Но в Шахнаме обнаруживаются подробности, которые позволяют объяснить этот сюжет. Мы читаем, что отец и дед индийского правителя (его имя в Шахнамэ ‒ Шангал) служили Сасанидам, а сам он, в отличие от Бахрама, был не царём, а наместником Индии. Один из сановников Бахрама возмущается тем, что Шангал самостоятельно требовал дани от правителей Синда и Китая. Сам Бахрам сначала угрожает Шангалу войной, а затем, прибыв инкогнито, на пиру призывает его встать на правильный путь. Всё это заставляет видеть в «индийском правителе» сасанидского наместника, который, с точки зрения царя, повёл себя слишком независимо. Если так, действия Бахрама легко объяснить: он привязал «индийского правителя» к себе, взяв его дочь в жёны, и одновременно отнял
у него некоторые важные в стратегическом отношении пункты, в частности, Дайбул. Всё это должно было укрепить позиции Сасанидов на юго-восточных рубежах державы.

## Гибель Бахрама V
Согласно одной из легенд, на охоте он и исчез: вместе с конём провалился в глубокую яму. Современные историки полагают, что шах скорее всего, как и его отец, был убит придворными.
Выписки Сергия, приведенные у Агафия Миринейского, отводят Варахрану 20 лет правления. Данные восточных авторов сильно расходятся. Например: 18 лет, 18 лет и 10 месяцев, 18 лет 10 месяцев и 20 дней, 18 лет и 11 месяцев, 19 лет, 23 года, 23 года 10 месяцев и 20 дней. Ад-Динавари сообщает, что Варахран V погиб по истечении двадцати трёх лет царствования. Судя по разобранному выше фрагменту Шахнамэ, канцелярия Варахрана V считала началом его правления 5 ноября 420 года. Следовательно, царствование Варахрана закончилось в самом начале ноября 440 года. И это не противоречит историческому контексту. Преемник Варахрана Ездигерд II вскоре после прихода к власти начал войну против Восточной Римской империи. Единственное точное хронологическое указание, касающееся этого противостояния, обнаруживается у Марцеллина Комита, который сообщает, что в девятом году очередного индикта (сентябрь 440 ‒ август 441) персы разоряли земли Востока. Вряд ли имеется в виду осень, когда боевые действия обычно не велись; скорее, речь идёт о весне 441 год, когда Ездигерд II уже стоял у власти.

## Бахрам V в легендах
Ни с одним историческим лицом сасанидского периода не связано столько легенд и преданий, как с Бахрамом Гуром. Рассказы о его охотничих подвигах, любовных похождениях, распространённые уже в сасанидское время, стали любимыми темами фольклора, литературы и изобразительного искусства многих народов Переднего Востока. Образ Бахрама V наделяется в них чертами то идеального царя, полководца, богатыря, героя-любовника, то марионетки на троне, заинтересованной лишь в удовольствиях, так что порой трудно судить о том, где в этих легендах — правда, а где — анекдот. Понятно, однако, что если сведения о тысяче жён в ста гаремах могли иметь под собой какие-то основания, то рассказы о многочисленных победах шаха над драконами во время поездки в далёкую Индию и многое подобное у современного читателя доверия не вызывают. А вот введение в армии лучшей техники стрельбы из лука, заимствованной у арабов, вполне правдоподобно.  
Основные версии романа о Бахраме Гуре находятся в произведениях «Шахнаме» Фирдоуси, «Семь красавиц» Низами и «Восемь райских садов» Амира Хосрова. В каждом случае структура истории одинакова, но акценты и детали значительно различаются. Книга Фирдоуси является наиболее сбалансированной и образцово представляет жизнь Бахрама, многие из его приключений дают ему возможность проявить качества, которыми восхищались персидские цари. Образы Низами и Амира Хосрова психологически более тонкие, но также более эротичны и символичны. В последних двух рассказах преобладает тщательно продуманная история, сосредоточенная на семи царевнах, на которых женится Бахрам, и историях, которые каждая из них рассказывает ему, когда он посещает их в последовательные дни недели. Символика планет, цветов и числа семь пронизывает романтику. 
Одним из самых замечательных различий между различными версиями этой истории является вариант смерти Бахрама. В версии Фирдоуси Бахрам умирает во сне, а в «Семь красавиц» и «Восемь райских садов» он преследует онагра в пещере и исчезает. В версиях легенды ранних историков он тонет в болоте, падает в глубокую яму или тонет. Большинство из этих вариантов кажутся местными легендами. Омонимы gūr «онагр» и gūr «могила» привели к появлению множества каламбуров в классической персидской поэзии — пытаясь охотиться на дикого осла (гур), он вместо этого находит свою могилу (гур).
Алишер Навои также рисует образ Бахрама как страстного любителя охоты и вина в своём произведении «Семь планет». 
У Фирдоуси в «Шахнаме» есть увлекательный рассказ о неудачной попытке царя запретить зороастрийцам пить вино, заменив его чтением благочестивых книг. Про шаха также рассказывают (распространённый сюжет на Востоке), что он тайно ездил, в неузнаваемом обличье, по стране, щедро награждая достойных и карая грешников.
Прославляют Бахрама V и как великого любителя охоты. Он так страстно ей предавался, что, по преданию, растоптал верблюдом свою любимую наложницу Азадэ, которая сначала подстрекала его совершить невероятно искусный, но и жестокий выстрел (отбив стрелой рога оленю, он превратил «самца в самку», а воткнув две стрелы в голову оленихе — «самку в самца»), а после сама же и пожалела раненых животных. Эта сцена охоты с верблюда Бахрама Гура и Азадэ — известный сюжет, неоднократно воспроизводившийся в Средневековье, в частности, на серебряных блюдах. Вообще Бахрам, убивающий на охоте зверей, — излюбленный персонаж персидского искусства.
Приключения Бахрама Гура — излюбленный сюжет для иллюстраций к рукописям. Так в указателе иллюстраций Шахнаме перечисляется тридцать две сцены, изображающие Бахрам Гура, самые популярные из которых: «Бахрам Гур охотится в компании Азадэ», «Бахрам Гур забирает корону положенную между двумя львами» и «Бахрам Гур убивает дракона». Рукописи «Семь красавиц» и «Восемь райских садов» также часто иллюстрируются его изображениями.
Бахрам Гур упоминается в ранних литературных источниках как первый человек, написавший стихи на персидском языке. Однако стихи, приписываемые ему, явно более позднего времени.
| Сасаниды                    |                                                                    |                        |
| Предшественник: Йездегерд I | шахиншах Ирана и не-Ирана 420/421 — 440 (правил 18, 19 или 20 лет) | Преемник: Йездегерд II |